# Kaur Kivistik
Kaur Kivistik, né le 29 avril 1991 à Tartu, est un athlète estonien, spécialiste du 3 000 mètres steeple.

## Palmarès
| Date | Compétition           | Lieu      | Résultat | Temps         |
| ---- | --------------------- | --------- | -------- | ------------- |
| 2015 | Universiade           | Gwangju   | 2e       | 8 min 32 s 23 |
| 2016 | Championnats d'Europe | Amsterdam | 7e       | 8 min 33 s 75 |
| 2018 | Championnats d'Europe | Berlin    | 9e       | 8 min 40 s 32 |

## Records
| Épreuve         | Temps              | Lieu   | Date        |
| --------------- | ------------------ | ------ | ----------- |
| 3 000 m steeple | 8 min 28 s 84 (NR) | Berlin | 7 août 2018 |